# 羊角拗
羊角拗（學名：Strophanthus divaricatus），別名羊角籐、羊角捩、羊角藕、羊角柳、羊角樹、羊角紐、羊角扭、大羊角扭蔃、菱角扭、黃葛扭、武靴籐、花拐籐、瀝口花、打破碗花、華毒毛旋花子、斷腸草、鯉魚橄欖、貓屎殼、螺心魚、金龍角、倒釣筆等，為夾竹桃科羊角拗屬植物，分佈於中國廣西、廣東、福建、貴州、越南及老撾等地，長於山坡或路旁灌木叢中。在香港被稱為「香港四大毒草」之一，也是香港原生物種。因果實一對叉生，形如羊角，因而得名。

## 形態特徵

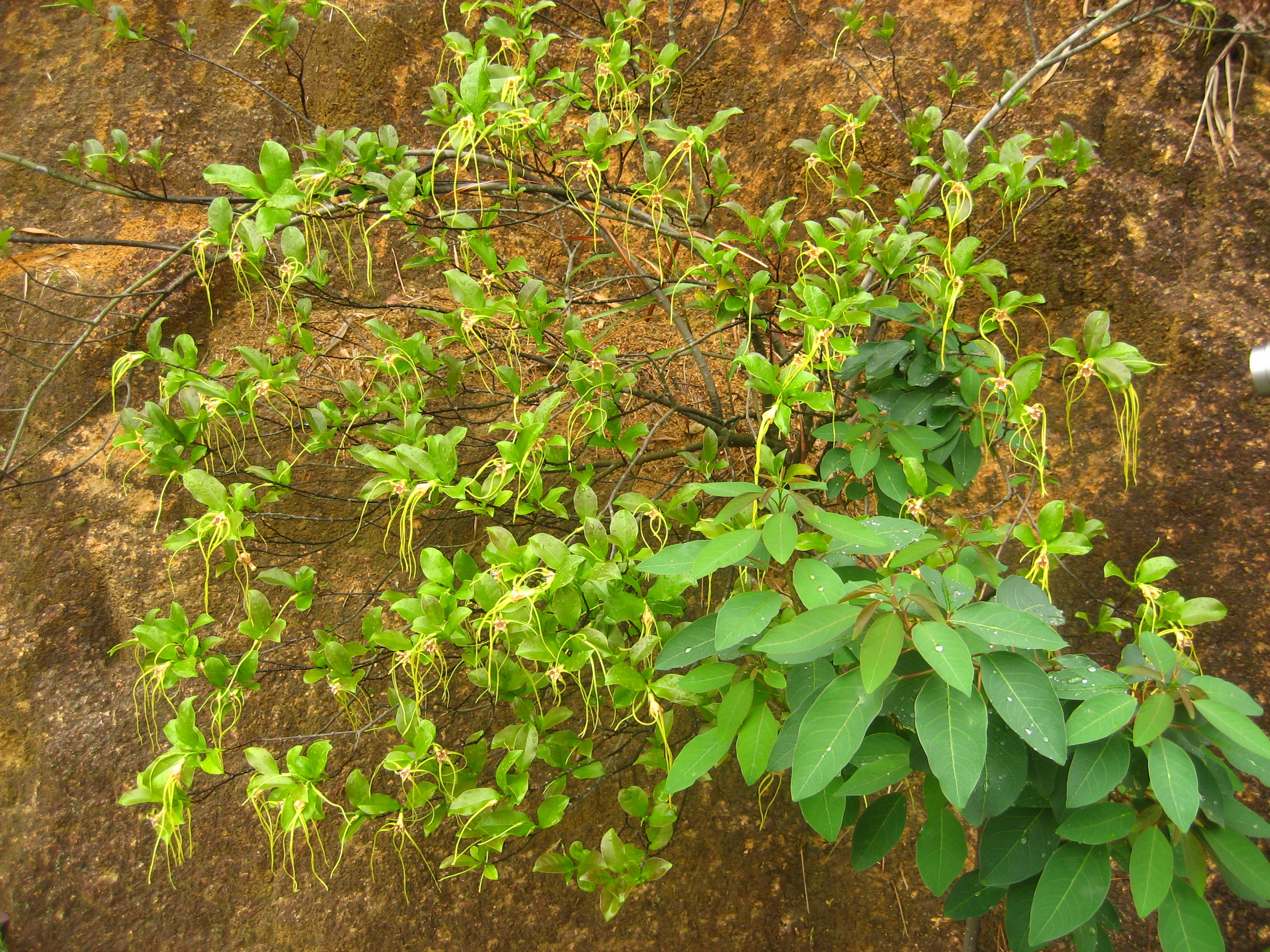
羊角拗的植株，2011年4月摄于深圳

羊角拗是一種木質藤本灌木植物，可高約10米。枝幹圓柱狀，棕褐色，有明顯白色皮孔。葉橢圓狀長圓形或卵形，頂端短漸尖，對生，紙質，葉每邊7-9條側脈，全緣，長約5-10厘米，寬約3-3.5厘米，葉柄長約5毫米。花為聚傘花序腋生及頂生，花萼5枚，萼管長約5毫米，裂片急尖黃紅色，長約7毫米；花冠5枚黃色，呈漏斗狀，冠管長約2厘米，裂片延伸成長線狀，長約5-8厘米，寬約2.5毫米；喉部的副花冠10枚，冠片分離；雄蕊5枚，生於冠管上部，雌蕊長約13毫米，花期3-7月。果為蓇葖果，橢圓狀，木質，叉生，形如羊角，長約15厘米，果期7-11月。種子披白色絹質毛，呈線狀披針形，長約2厘米，寬約5毫米。全株含有白色或黃色乳液。

## 醫藥用途及其毒性
全株具有毒性，毒性成份為羊角拗甙及毒毛旋花甙等。誤食或接触可引致頭痛、頭暈、嘔吐、腹痛、腹瀉、瞳孔擴大、脈搏不規則、痙攣昏迷及心跳停止引致死亡等中毒症狀。但同時亦可作殺菌、消炎、止癢等作用，主要作外用可治扭傷、皮癬及膿腫等。莖部纖維可編織成繩索，種毛可作填充物。